# International Champions Cup
International Champions Cup – były coroczny towarzyski turniej piłkarski. W turniejach brały udział kluby piłkarskie, głównie europejskie. Turniej odbywał się od 2013 roku, zastąpił World Football Challenge, ostatnia edycja była w 2021 roku.

## Format
W 2015 i 2016 odbywały się 3 równorzędne turnieje International Champions Cup – w USA, Chinach i Australii. W 2017 Australię zastąpił Singapur.
W 2018 wszystkie 18 uczestniczących drużyn tworzyło jedną tabelę, przy czym każda z drużyn rozgrywała trzy spotkania. Mecze odbyły się w 15 miejscach w USA, 7 w Europie i 1 w Singapurze.

## Zwycięzcy
| Sezon                       | K | K | T | Mistrz              | Wicemistrz         | III miejsce          | Br. | Król strzelców                                                              | Uwagi                   |
| International Champions Cup |   |   |   |                     |                    |                      |     |                                                                             |                         |
| 2013                        |   |   | 1 | Real Madryt         | Chelsea            | Milan                | 3   | Cristiano Ronaldo (Real Madryt)                                             | dwie grupy, play-off    |
| 2014                        |   |   | 1 | Manchester United   | Liverpool          | nie wyłoniono        | 5   | Stevan Jovetić (Man. City)                                                  | dwie grupy, play-off    |
| 2015                        |   |   | 2 | Real Madryt         | Roma               | Manchester City      | 1   | 9 zawodników                                                                | 3 drużyny               |
| 2015                        |   |   | 3 | Real Madryt         | Milan              | Inter Mediolan       | 1   | 4 zawodników                                                                | 3 drużyny               |
| 2015                        |   |   | 1 | Paris Saint-Germain | New York Red Bulls | Manchester United    | 3   | Zlatan Ibrahimović, Jean-Kévin Augustin (Paris), Luis Suárez (FC Barcelona) | 10 drużyn               |
| 2016                        |   |   | 1 | Juventus            | Atlético Madryt    | Melbourne Victory FC | 1   | 6 zawodników                                                                | 4 drużyny               |
| 2016                        |   |   |   | nie wyłoniono       |                    |                      |     |                                                                             | 3 drużyny, nieukończono |
| 2016                        |   |   | 2 | Paris Saint-Germain | Liverpool          | Chelsea              | 3   | 4 zawodników                                                                | 10 drużyn               |
| 2017                        |   |   | 1 | Borussia Dortmund   | Inter Mediolan     | Milan                | 2   | Patrick Cutrone (Milan), Pierre-Emerick Aubameyang (Borussia Dortmund)      | 6 drużyn                |
| 2017                        |   |   | 1 | Inter Mediolan      | Bayern Monachium   | Chelsea              | 2   | Stevan Jovetić, Éder (Inter Mediolan), Thomas Müller (Bayern Monachium)     | 3 drużyny               |
| 2017                        |   |   | 1 | FC Barcelona        | Manchester City    | Roma                 | 3   | Neymar (FC Barcelona)                                                       | 8 drużyn                |
| 2018                        |   |   | 1 | Tottenham Hotspur   | Borussia Dortmund  | Inter Mediolan       | 3   | Marco Asensio (Real Madryt), Alexandre Lacazette (Arsenal F.C.)             | 18 drużyn               |
| 2019                        |   |   | 1 | SL Benfica          | Atlético Madryt    | Manchester United    | 4   | Diego Costa (Atlético Madryt)                                               | 12 drużyn               |